# Quan điểm của Hồi giáo về cái chết của Giêsu
Tường thuật trong Kinh thánh về sự đóng đinh, cái chết và sự phục sinh của Giêsu (Isa) được ghi lại trong Tân ước Cơ đốc giáo bị người Hồi giáo bác bỏ, nhưng cũng giống như Kitô hữu họ tin rằng Giêsu lên Trời và theo các nguồn kinh thánh Hồi giáo, :9-25 Giêsu sẽ trở lại (tái lâm) trước khi kết thúc dòng thời gian.:14-15, 25 Các giáo phái khác nhau của Hồi giáo có quan điểm khác nhau về chủ đề này; :430-431 theo truyền thống, những người theo đạo Hồi chính thống tin rằng Giêsu không bị đóng đinh trên cây thập tự mà đã được Thiên Chúa đưa lên Thiên đàng, :14-15 :41 trong khi người Hồi giáo Ahmadiyya bác bỏ niềm tin này :430-431 và thay vào đó cho rằng Giê-su sống sót sau khi bị đóng đinh,:430-431:129-132 được gỡ ra khỏi thập tự giá khi còn sống và tiếp tục rao giảng ở Ấn Độ cho đến khi chết một cách tự nhiên.
Tùy thuộc vào cách giải thích các câu Kinh Qur'an sau đây (Qur'an 4:157  - Qur'an 4:158 ), các học giả Hồi giáo và nhà bình luận Kinh Qur'an đã tóm tắt các ý kiến khác nhau và kết luận trái ngược nhau về cái chết của Giê-su. :430-431 Một số người tin rằng trong lời tường thuật trong Kinh thánh, việc Giê-su bị đóng đinh không kéo dài đủ lâu để dẫn đến cái chết, trong khi những người khác lại cho rằng Đức Chúa Trời đã đưa vẻ bề ngoài của Giê-su chuyển sang cho kẻ đã tiết lộ vị trí của ông cho những kẻ bắt bớ. Người chỉ điểm này được thay thế Giêsu và những kẻ hành quyết nghĩ rằng nạn nhân là Giêsu, khiến mọi người tin rằng Giêsu đã bị đóng đinh. Lời giải thích thứ ba có thể là Giêsu bị đóng đinh vào thập tự giá, nhưng vì linh hồn của Giêsu là bất tử nên ông đã không "chết" hoặc không bị "đóng đinh" [đến chết]; mà chỉ có vẻ ngoài như vậy. Đối lập với đề xuất thứ hai và thứ ba ở trên, nhưng những người khác cho rằng Đức Chúa Trời không lừa dối và do đó họ cho rằng việc đóng đinh Giêsu đã không xảy ra: